# Emro aréna
Emro aréna je zimní stadion vybudovaný v sedmdesátých letech 20. století. Původně neměl střechu, tu získal až během osmdesátých let téhož století. Stadion má kapacitu 2650 míst pro diváky, z nichž je většina určena k sezení. Když byla na jaře 2022 započata likvidace Horáckého zimního stadionu v Jihlavě, (na jeho místě byl vybudován nový multifunkční stadion nazvaný Horácká aréna), využívaly po tři sezony pelhřimovský zimní stadion hráči jihlavské Dukly ke svým mistrovským zápasům.